# Eleccions legislatives de Guinea Bissau de 1976–77
Les eleccions legislatives de Guinea Bissau de 1976-77 foren unes eleccions parlamentàries indirectes que van tenir lloc a Guinea Bissau entre 19 de desembre de 1976 i mitjans de gener de 1977 (la votació havia d'haver acabat el 29 de desembre, però es va perllongar), la primera des de la independència de Portugal. En aquest moment, el país tenia un sistema unipartidista amb el Partit Africà per la Independència de Guinea i Cap Verd (PAIGC) com a únic partit legal. Una llista única oficial de candidats del PAIGC va ser presentada als votants, tot i que en algunes zones la gent va votar per candidats no oficials que van aconseguir gairebé el 20% dels vots nacionals. L'assemblea va elegir Luís Cabral pel càrrec de president el 13 de març de 1977.

## Sistema electoral
Les eleccions indirecta van permetre als votants elegir els membres de vuit consells regionals, que al seu torn elegien els 150 membres de l'Assemblea Popular Nacional. Almenys el 50% dels votants registrats van haver de emetre el vot en un districte electoral perquè l'elecció fos vàlida. Qualsevol persona major de 15 anys i amb la ciutadania fr Guinea Bissau tenia dret a vot, llevat que haguessin estat desqualificats.

## Resultats
| Partit                                                  | Vots    | %     | Escons |
| ------------------------------------------------------- | ------- | ----- | ------ |
| Partit Africà per la Independència de Guinea i Cap Verd | 136.022 | 80,04 | 150    |
| Altres candidats                                        | 33.918  | 19,96 | 0      |
| Total                                                   | 169.940 | 100   | 150    |